# Blindschlangenartige
Die Blindschlangenartigen (Typhlopoidea oder als Teilordnung Scolecophidia, Cope, 1864) stellen ein Taxon der Schlangen mit etwa 280 Arten dar, das je nach Autor als Überfamilie oder als Teilordnung angesehen wird. Sie werden als urtümliche Arten innerhalb der heute lebenden Schlangen den Echten Schlangen (Alethinophidia) gegenübergestellt, deren Schwestergruppe sie darstellen.

## Merkmale

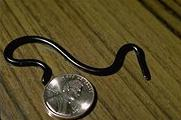
Blumentopfschlange (Ramphotyphlops braminus)

Blindschlangenartige sind meist kleine Schlangen von höchstens zehn Zentimetern Länge. Der Körper ist wurmähnlich, drehrund und glattschuppig. Der Kopf ist kompakt und abgeflacht und mit wenigen Schuppen, die größer als die des Körpers sind bedeckt. Dabei ist besonders das beim Graben eingesetzte Rostralschild groß, erstreckt sich bis auf die Kopfoberseite und ist teilweise schnabelartig ausgebildet. Die Augen sind sehr klein, durch die Kopfschilder fast vollständig verdeckt und im Gegensatz zu den Alethinophidia nicht von einem Scutum oculare (Brille) bedeckt. Das Maul liegt unterständig und weist nur eine kleine Spalte auf. Die Unterkiefer sind im Gegensatz zu den meisten höheren Schlangen fest verbunden. Der Schwanz endet in einem Dorn, der zur Verankerung und zum Abstoßen am Boden verwendet wird.

## Lebensweise
Alle Blindschlangenartigen haben eine wühlende Lebensweise, wobei der wurmförmige Körper, das große Rostrale und der Schwanzhaken ein schnelles Graben in der Erde erlauben. Die ungiftigen Schlangen ernähren sich von kleinen Wirbellosen.

## Systematik

### Äußere Systematik
Osteologische Analysen fossiler und rezenter Schlangen-Taxa weisen die Blindschlangenartigen als basalste Gruppe der heute lebenden Schlangen aus; lediglich die kreidezeitlichen Gattungen Najash und Coniophis gelten als noch ursprünglicher. Wahrscheinlich trennten sich Najash und der Vorläufer der Blindschlangenartigen sowie der restlichen Schlangen vor rund 130 Millionen Jahren. Vom Rest dieser Linie trennten sich die Blindschlangenartigen wohl vor rund 120 Millionen Jahren. Erstmals fossil nachgewiesen sind sie seit Beginn des Paläozäns vor rund 65 Millionen Jahren.
Neuen Studie über die Phylogenie der Schuppenkriechtiere zufolge handelt es sich bei den Blindschlangenartigen (Scolecophidia s. lat.) um eine paraphyletische Gruppe, d. h. das Taxon schließt nicht alle Nachfahren des jüngsten gemeinsamen Vorfahren ein. Schlankblindschlangen (Leptotyphlopidae) und Blindschlangen (Typhlopidae) stehen an der Basis des Schlangenstammbaums und bilden zusammen die Schwestergruppe der Amerikanischen Blindschlangen (Anomalepidae) und der übrige Schlangen (Alethinophidia). Dieser Stammbaum lässt vermuten, dass alle Schlangen von grabenden, unterirdisch lebenden Formen abstammen und die meisten heutigen Schlangen sich nachträglich wieder an eine terrestrische Lebensweise angepasst haben.

### Innere Systematik
Die Blindschlangenartigen (Scolecophidia s. str.) umfassen vier Familien mit 20 Gattungen und etwa 300 Arten.
- Familie: Blindschlangen (Typhlopidae) mit sechs Gattungen und über 230 Arten
- Familie: Schlankblindschlangen (Leptotyphlopidae) mit 12 Gattungen und über 90 Arten
- Familie: Gerrhopilidae (15 Arten)
- Familie: Xenotyphlopidae (2 Arten)

Die Amerikanische Blindschlangen (Anomalepidae) mit vier Gattungen und 18 Arten gehören nicht zu den Scolecophidia s. str., sondern bilden die basale Schwestergruppe der übrigen Schlangen (Alethinophidia).